# Nitrière
 (décembre 2016).
Améliorez-le ou discutez des points à vérifier. 

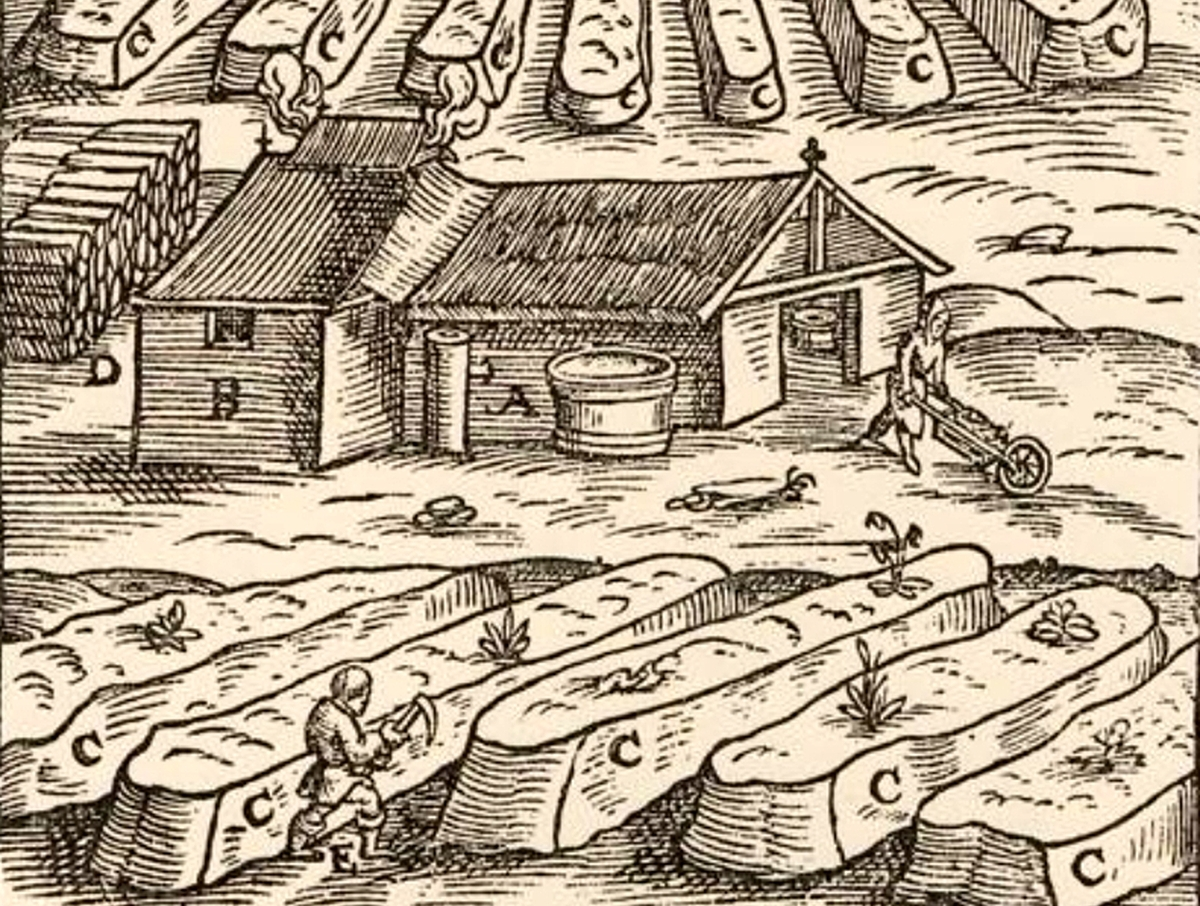
Une nitrière typique (Allemagne, vers 1580). En C les dépôts de lixiviation remplis de matière en décomposition (excréments etc.). Au premier plan un travailleur recueille le salpêtre efflorescent à la surface des tas, à droite un autre assure le transport vers l'usine (A) où il sera concentré par ébullition dans les chaudières de l'annexe B

Une nitrière est une salpêtrière, c'est-à-dire un lieu de production de « nitre » ou « salpêtre » (aujourd'hui identifié au nitrate de potassium). Ce produit était notamment utilisé pour la fabrication de la poudre à canon, ce qui lui donnait une importance stratégique même s'il est relativement peu couteux.

## Histoire
Outre « Montepellusanus », au cours du XIIIe siècle (et même au-delà) la seule source de salpêtre dans l'Europe chrétienne (selon De alchimia en 3 manuscrits de Michel Scot, 1180-1236) était la Catalogne « ... et on en trouve en Aragon en Espagne dans une montagne au bord de la mer... et les mêmes hispaniques l'appellent alumen acetum activum » : saraceni apellant ipsum borax et credunt quod sit alumen. Et in Hispania invenitur versus Argoniam in quodam monte juxta mare. et apellant ipsum hispani alumen acetum activum...,
En 1561, Élisabeth Ire d'Angleterre en guerre avec Philippe II d'Espagne, n'était plus en mesure d'importer du salpêtre (et le Royaume d'Angleterre n'en ayant pas de gisement), et dut payer « £ 300 » au capitaine allemand Gerrard Honrik pour les Instructions for making salpetre to growe (le secret du « Feuerwerkbuch (de) » -- le livre de pyrotechnie -- ), afin d'organiser une production locale.

## Fabrication
Le processus débutait par l'enfouissement de matières fécales (humaines ou animales) dans des espaces aménagés dans ce but à côté des nitrières. On maintenait ces espaces humides, en les arrosant de préférence d'urine. Il faut des mois pour que le processus de séparation s'effectue : le salpêtre « sortait » à la surface du sol. Puis on le transportait pour le concentrer par ébullition dans les chaudières de l'usine.